# Papilio manlius
Papilio manlius је врста лептира из породице једрилаца (лат. Papilionidae).

## Распрострањење
Маурицијус је једино познато природно станиште врсте.

## Станиште
Врста Papilio manlius има станиште на копну.

## Угроженост
Ова врста је на нижем степену опасности од изумирања, и сматра се скоро угроженим таксоном.